# ساحل سليم (مركز)
مركز ساحل سليم، مركز إداري مصري. يقع في محافظة أسيوط الواقعة في جمهورية مصر العربية. القاعدة الإدارية للمركز هي مدينة ساحل سليم.